# Literate programming
Literate programming (pol. programowanie piśmienne) – styl programowania oparty na założeniu, że programy komputerowe powinny być pisane z naciskiem na czytelność kodu źródłowego dla ludzi, podobnie do dzieła literackiego. 
W tym ujęciu najważniejsza staje się dokumentacja dokładnie tłumacząca działanie algorytmu, w którą dopiero wplecione są fragmenty w języku programowania. Kontrastuje to z powszechnym poglądem, że głównym celem jest stworzenie działającego kodu, którego dokumentacja pełni rolę pomocniczą.

## Historia
Donald Knuth na początku lat 80. XX w. otrzymywał prośby o udostępnienie programu TeX78. Zauważył, że programy, które pisze do własnego użytku, znacznie różnią się od programów, które pisze jako wykładowca uniwersytetu. Gdy program był kierowany do studentów, wszystkie decyzje były dobrze opisane i całość zawierała mniej błędów. Dlatego zdecydował się napisać program dla człowieka, aby wyjaśnić, jak ma skłonić maszynę do wykonania odpowiednich obliczeń, zamiast pisania tego samego dla maszyny. 
W latach 1981–1983 napisał pierwszą implementację powyższej idei – WEB.  Były to programy TANGLE do konwersji do Pascala przeznaczonego tylko dla kompilatora oraz WEAVE do konwersji do dokumentacji przetwarzanej przez TeX. W WEB napisał TeX82, który obecnie uznaje się za najbardziej bezbłędny program.
WEB obsługiwał tylko Pascal do kodu i TeX do dokumentacji, więc powstawały inne programy, które obsługiwały inne języki, np. C i troff, C i TeX (CWEB), Fortran.  Później powstały systemy literate programming niezależne od języka programowania – Spidery Web Normana Ramseya generujący osobne narzędzia dla każdego języka i Noweb tego samego autora (bez formatowania kodu źródłowego).